# Jabloňovský Roháč
Jabloňovský Roháč je přírodní rezervace v katastrálních územích Horné Jabloňovce v okrese Levice a Dekýš v okrese Banská Štiavnica na Slovensku. Území bylo vyhlášeno v roce 1951 a jeho rozloha je 64,64 hektaru. Předmětem ochrany jsou společenstva bukových doubrav a bučin na vulkanitech Štiavnických vrchů.